# Claire Clairmont
Clara Mary Jane Clairmont, nota come Claire Clairmont (Brislington, 27 aprile 1798 – Firenze, 19 marzo 1879), sorellastra della scrittrice Mary Shelley e madre di Allegra, avuta con Lord Byron. È stato ipotizzato che sia il soggetto di una poesia di Percy Bysshe Shelley.

## Infanzia
Clara Mary Jane "Claire" Clairmont nacque nel 1798 a Brislington, nei pressi di Bristol, come secondogenita e unica femmina di Mary Jane Vial Clairmont. 
Durante la sua infanzia, era conosciuta come Jane, il nome "Claire" se lo diede lei da adulta. 
Nel 2010 si è scoperto che l'identità di suo padre era John Lethbridge (1746–1815), dopo il 1804 I° baronetto di Sandhill Park, nei pressi di Taunton nel Somerset. Sua madre Mary Jane lo aveva identificato come "Charles Clairmont", adottando il cognome Clairmont per sé stessa e i suoi figli per mascherare la loro illegittimità. Sembra che il padre del primo figlio di Mary Jane, Charles, fosse Charles Abram Marc Gaulis, "un mercante e membro di una facoltosa famiglia svizzera che conobbe a Cadice".
Nel dicembre 1801, quando Claire Clairmont aveva tre anni, sua madre sposò un vicino, lo scrittore e filosofo William Godwin, che le portò due sorellastre: la figlia di Godwin, la futura Mary Shelley, di appena otto mesi maggiore di lei, e la sua figliastra Fanny Imlay, di un paio di anni più grande di lei. Entrambe figlie della scrittrice Mary Wollstonecraft, morta quattro anni prima, ma la cui presenza continuava a essere sentita in casa. La nuova coppia diventò genitori di un figlio maschio, William, che completò la famiglia.
Tutti e cinque i ragazzi furono influenzati dalle credenze filosofiche anarchiche radicali di Godwin. Entrambi i genitori erano ben istruiti e scrissero insieme libri per bambini sulla storia biblica e classica, pubblicarono la Biblioteca giovanile e gestirono una libreria. Godwin incoraggiò tutti i suoi figli a leggere ampiamente e a tenere conferenze fin dalla prima infanzia.
Mary Jane Clairmont era una donna dalla lingua tagliente, che spesso litigava con Godwin e preferiva i propri figli a quelli del marito. Trovò il modo di mandare la figlia volubile ed emotivamente sveglia in collegio per un periodo, in modo tale da fornirle un'istruzione più formale. A differenza di Mary, Jane "Claire" Clairmont parlava il francese correttamente sin da adolescente, e in seguito le fu attribuita la conoscenza di cinque lingue. Nonostante il loro diverso trattamento ed educazione, le ragazze crebbero insieme e rimasero in contatto per il resto della loro vita.

## L'incontro con George Byron

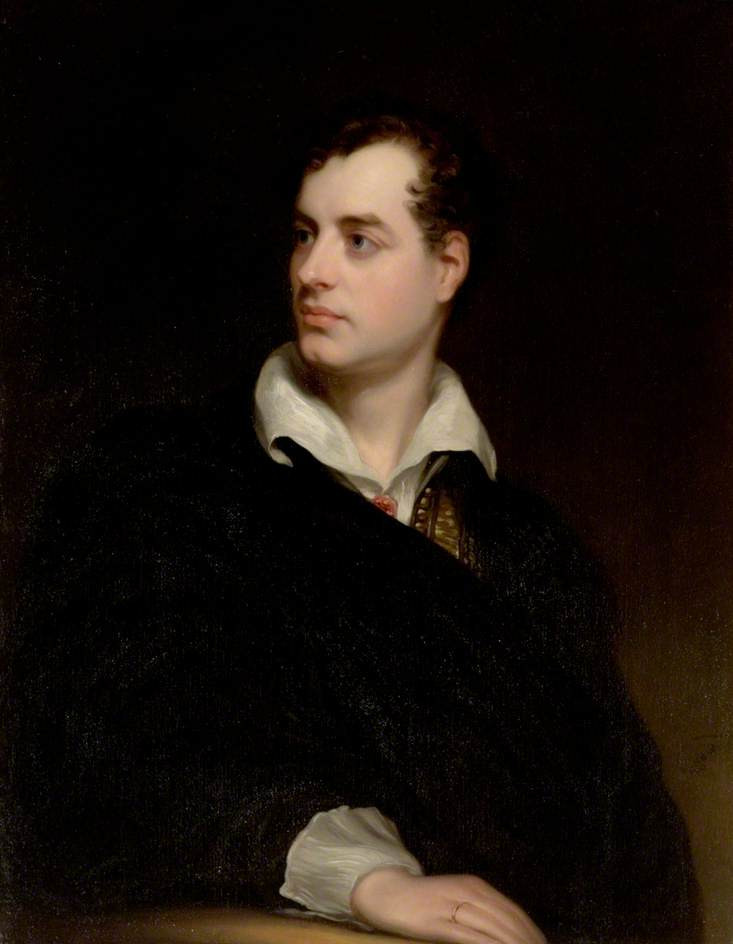
Lord Byron nel 1813

A 16 anni, Claire Clairmont era vivace, con una buona voce da cantante e tanta voglia di riconoscimento. La sua vita domestica era diventata sempre più difficile man mano che il patrigno William Godwin affondava nei debiti e che i rapporti della madre con la figlia di Godwin, Mary, diventavano più tesi. 
Claire Clairmont aiutò gli incontri clandestini della sorellastra con Percy Bysshe Shelley, che aveva professato una fede nell'amore libero e che presto lasciò la propria moglie, Harriet, e due figli piccoli per stare con Mary. Quando Mary fuggì con Shelley nel luglio 1814, Claire Clairmont andò con loro. La loro madre rintracciò il gruppo in una locanda a Calais, ma non riuscì a far tornare Claire a casa con lei: Godwin aveva bisogno dell'assistenza finanziaria che l'aristocratico Shelley poteva fornire.
Claire Clairmont rimase con gli Shelley durante le loro peregrinazioni attraverso l'Europa. I tre giovani attraversarono la Francia devastata dalla guerra e la Svizzera, immaginandosi come personaggi di un romanzo romantico, come Mary Shelley ricordò più tardi. 
Durante il viaggio Claire leggeva Rousseau, Shakespeare e le opere della madre di Mary, Mary Wollstonecraft. "Cosa farà la povera Cordelia - Ama e taci", scrisse Claire Clairmont nel suo diario mentre leggeva il Re Lear. "Oh, è vero, il vero amore non si mostrerà mai all'occhio del giorno, ma corteggia le radure segrete". Le emozioni di Claire furono così stimolate dal personaggio di Cordelia che ne ebbe uno dei suoi "orrori", una crisi isterica, che Mary Shelley registrò nel suo diario. Claire, che era circondata da poeti e scrittori, fece anche i suoi tentativi letterari. Durante l'estate del 1814, iniziò un racconto intitolato The Idiot, che da allora è andato perduto. Nel 1817-1818, scrisse un libro, che Percy Bysshe Shelley cercò senza successo di far pubblicare. Anche se Claire non aveva il talento letterario della sorellastra e del cognato, desiderò sempre avere un ruolo di primo piano sulla scena letteraria. Fu durante questo periodo che cambiò il suo nome da "Jane", prima a "Clara" e infine al più romantico "Claire".
Ogni intento romantico che Claire Clairmont potesse avere su Shelley fu inizialmente frustrato, ma portò gli Shelley in contatto con Lord Byron. Infatti, Claire ebbe una relazione col poeta prima che lui lasciasse l'Inghilterra nel 1816 per l'estero. Claire sperava di diventare una scrittrice o un'attrice e scrisse a Byron chiedendo "consigli sulla carriera" nel marzo 1816, quando aveva quasi 18 anni. Byron era allora direttore del Drury Lane Theatre. Clairmont in seguito fece seguire alle sue lettere delle visite, a volte in compagnia di Mary, il che sembrava suggerire che anche Byron potesse trovarla attraente. "Sai che non posso parlare con te quando ti vedo? Sono così impacciata e mi sento solo incline a prendere un piccolo sgabello e sedermi ai tuoi piedi", scrisse Claire Clairmont a Byron. Lei "lo bombardava con appassionati comunicati quotidiani", ma Byron, in uno stato di depressione dopo la rottura del suo matrimonio con Annabella Milbanke e lo scandalo sulla sua relazione con la sorellastra Augusta Leigh, fece capire molto chiaramente a Claire, prima di partire, che lei non avrebbe mai fatto parte della sua vita, ma lei rimase determinata a fargli cambiare idea.
Convinse quindi Mary e Percy Shelley a seguire Byron in Svizzera, dove lo incontrarono assieme al suo medico personale, John William Polidori, a Villa Diodati sul lago di Ginevra. Non si sa se Claire Clairmont sapesse di essere incinta del figlio di Byron all'inizio del viaggio, ma divenne presto evidente sia ai suoi compagni di viaggio che a Byron non molto tempo dopo il loro arrivo. All'inizio egli mantenne un evidente distacco da Claire e le permise di stare in sua presenza solo in compagnia degli Shelley; più tardi, ripresero la loro relazione. Claire e Mary fecero anche discrete copie del work-in-progress di Byron, Childe Harold's Pilgrimage.
Clairmont fu l'unica amante, oltre a Caroline Lamb, che Byron chiamò "piccolo demonio".

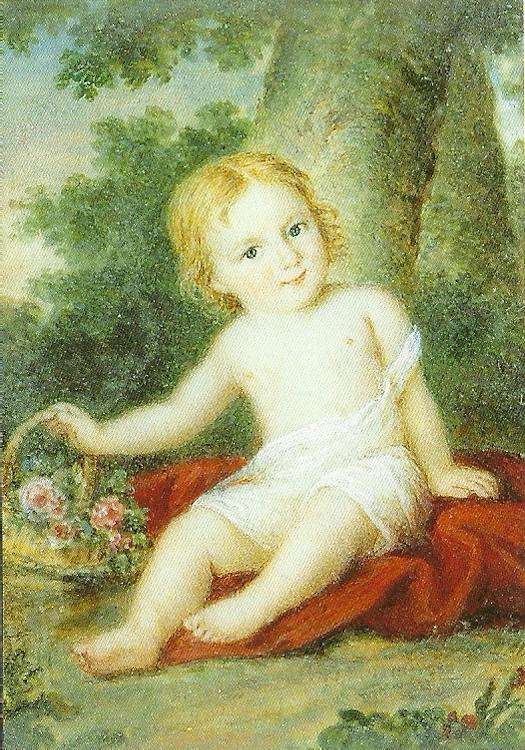
Allegra Byron

Alla fine dell'estate il gruppo lasciò Byron in Svizzera e tornò in Inghilterra. Claire Clairmont prese residenza a Bath e nel gennaio 1817 diede alla luce una figlia, Alba, il cui nome fu poi cambiato in Allegra su richiesta di Byron. 

Durante tutta la gravidanza, Claire aveva scritto lunghe lettere a Byron, implorando la sua attenzione e cercando di strappargli la promessa di prendersi cura di lei e della bambina, a volte prendendosi gioco dei suoi amici, ricordandogli quanto gli fosse piaciuto fare l'amore con lei, e a volte minacciando il suicidio. Byron, che ormai la odiava, ignorò le lettere. 

L'anno seguente, Claire e gli Shelley lasciarono l'Inghilterra e si recarono nuovamente da Byron, che si era trasferito in Italia. Claire sentiva che il futuro che Byron avrebbe potuto offrire ad Allegra sarebbe stato più agiato di quello che lei stessa avrebbe potuto garantire alla bambina e quindi desiderava consegnarla alle sue cure. All'arrivo in Italia, Claire fu di nuovo rifiutata da Byron. Egli fece in modo che Allegra fosse condotta nella sua casa di Venezia e accettò di allevare la bambina a condizione che Claire mantenesse le distanze da lui. Claire Clairmont cedette Allegra a Byron con riluttanza.

## Il rapporto con Shelley
Claire Clairmont potrebbe essere stata coinvolta sessualmente in vari periodi con Percy Shelley, anche se i suoi biografi, Gittings e Manton, non individuano prove concrete di questo rapporto particolare. Il loro amico Thomas Jefferson Hogg scherzava su "Shelley e le sue due mogli", Mary e Claire, un'osservazione che Claire registrò nel proprio diario. 

Lei era anche completamente in accordo, più di Mary, con le teorie di Shelley sull'amore libero, la vita in comune e il diritto della donna di scegliere i propri amanti anche al di fuori del matrimonio. Sembrava concepire l'amore come un "triangolo" e le piaceva esserne il terzo angolo. Aveva anche formato nel corso degli anni una stretta amicizia con Shelley, il quale la chiamava "la mia dolce bambina", e lei ispirava e, al tempo stesso, si nutriva del suo lavoro. In effetti, i primi diari di Mary Shelley registrano diverse occasioni in cui Clairmont e Shelley condivisero visioni di orrore gotico, lasciando che la loro immaginazione prendesse il volo, eccitando le reciproche emozioni fino all'isteria e agli incubi. Nell'autunno del 1814, Shelley e Clairmont discussero anche la formazione di "un'associazione di persone filosofiche" e della concezione di quest'ultima di una comunità idealizzata in cui le donne erano al comando.
È stato talvolta suggerito che Claire Clairmont fosse anche la madre di una figlia avuta con Percy Shelley. Tale ipotesi risale all'accusa dei domestici di Shelley, Elise e Paolo Foggi, secondo cui Claire avrebbe dato alla luce un neonato, figlio di Shelley, durante un soggiorno a Napoli, dove il 27 febbraio 1819 Shelley registrò una bambina di nome Elena Adelaide Shelley, nata il 27 dicembre 1818. L'ufficiale di stato civile la registrò come figlia di Percy Shelley e "Maria" o "Marina Padurin" (forse una storpiatura italiana di "Mary Godwin"), e fu battezzata lo stesso giorno come figlia legittima di Percy Shelley e Mary Godwin. Risulta però quasi impossibile che Mary Shelley fosse la madre, e questo ha dato origine a diverse teorie, tra cui quella che la bambina fosse effettivamente frutto del rapporto fra Claire Clairmont e il poeta. Portata su un palanchino, il 16 dicembre 1818, Claire era salita sul Vesuvio e questo solo nove giorni prima della data indicata per la nascita della piccola Elena. Inoltre, Claire Clairmont era ammalata più o meno nello stesso periodo (secondo il diario di Mary Shelley era malata il 27 dicembre; mentre il diario di Claire Clairmont dal giugno 1818 ai primi di marzo 1819 è andato perduto).
La neonata Elena fu affidata a dei genitori adottivi e in seguito morì il 10 giugno 1820. Byron credette alle voci su Elena e le usò come una ragione in più per non lasciare che Clairmont influenzasse Allegra.
A Claire Clairmont furono concesse solo alcune brevi visite a sua figlia Allegra dopo averla consegnata a Byron. Quando Byron dispose di metterla in un convento di cappuccini a Bagnacavallo, Claire si indignò. Nel 1821, scrisse a Byron una lettera in cui lo accusava di non aver mantenuto la promessa che Allegra non sarebbe mai stata separata da uno dei suoi genitori. Sentiva che le condizioni fisiche nei conventi erano malsane e che l'educazione fornita era scarsa ed era responsabile dello "stato di ignoranza e dissolutezza delle donne italiane, tutte allieve dei conventi". Nel marzo 1822, erano passati due anni da quando aveva visto sua figlia per l'ultima volta. Il comportamento apparentemente insensibile di Byron nei confronti della bambina fu ulteriormente denunciato da Claire quando Allegra morì in convento, all'età di cinque anni, per una febbre che alcuni studiosi identificano come tifo o con una febbre di tipo malarico. Clairmont pretese che Byron le inviasse un ritratto di Allegra, una ciocca di capelli della bambina e che fosse incaricata dell'organizzazione del funerale, ma non trovò nemmeno la forza di vedere il feretro e ancor meno di organizzare delle esequie.  Considerò Byron interamente responsabile della scomparsa di Allegra e lo odiò per il resto della sua vita. La morte di Percy Shelley seguì solo due mesi dopo.

## La vita dopo la convivenza con gli Shelley
Negli anni in cui Claire Clairmont presentava Shelley a Byron, incontrava Edward John Trelawny, che avrebbe avuto un ruolo importante negli ultimi anni della sua vita. Dopo la morte di Shelley, Trelawny le inviò lettere d'amore da Firenze supplicandola di sposarlo, ma lei non era interessata. Tuttavia, rimase in contatto con lui per il resto della sua lunga vita. A proposito di lui, Claire scrisse a Mary Shelley che erano persone troppo diverse: lui sentimentale e dalla "vita torbida", mentre lei era l'opposto: amante della vita tranquilla e insensibile al sentimento.
La morte di Shelley devastò sua moglie Mary, che tornò in Inghilterra. Finanziò Claire per andare a casa di suo fratello a Vienna, dove rimase per un anno, prima di trasferirsi in Russia, dove lavorò come governante dal 1825 al 1828. Le persone per cui lavorava la trattavano quasi come un membro della famiglia. Tuttavia, ciò che Clairmont desiderava più di tutto era la pace e la tranquillità, e se ne lamentava nelle lettere a Mary Shelley. Tornò in Inghilterra nel 1828, ma vi rimase solo per un breve periodo prima di ripartire per Dresda, dove fu impiegata come dama di compagnia e governante. Lo studioso Bradford A. Booth ha suggerito nel 1938 che Clairmont, spinta da un bisogno di denaro, potrebbe essere stata la vera autrice di gran parte di The Pole, un racconto del 1830 apparso sulla rivista The Court Assembly e Belle Assemblée alla firma di "L'Autore di Frankenstein"; a differenza di Mary Shelley, Clairmont conosceva il polacco usato nel racconto. A un certo momento, pensò di scrivere un libro sui pericoli che potevano derivare da "opinioni errate" sulle relazioni tra uomini e donne, usando esempi dalla vita di Shelley e Byron, ma Claire Clairmont non si dedicò mai alla scrittura e fece pochissimi tentativi letterari.
Claire Clairmont tornò in Inghilterra nel 1836, l'anno in cui morì William Godwin, e lì lavorò come insegnante di musica e si prese cura della madre morente. Nel 1841, dopo la morte di Mary Jane Godwin, Clairmont si trasferì a Pisa, dove visse con Margaret King (ufficialmente Lady Margaret Mount Cashell ma conosciuta come la signora Mason), una vecchia allieva di Mary Wollstonecraft. Visse a Parigi per qualche tempo, dal 1842 al 1845. Percy Shelley le aveva lasciato 12 000 sterline nel suo testamento, che finalmente ricevette nel 1844. Portò avanti una corrispondenza a volte turbolenta e amara con la sorellastra, fino alla morte di Mary nel 1851.
Nonostante avesse odiato la religione in precedenza, Claire Clairmont si convertì al cattolicesimo. Si trasferì a Firenze nel 1870 e visse lì in una colonia di espatriati con sua nipote Paulina. Era anche legata al fratello di Paulina, Wilhelm Gaulis Clairmont, l'unico altro figlio sopravvissuto di suo fratello Charles. Prese in considerazione di prendere casa con lui e comunque sostenne finanziariamente alcune delle sue imprese, per esempio gli diede 500 sterline per l'acquisto di una fattoria.
Claire Clairmont morì a Firenze il 19 marzo 1879, all'età di 80 anni è sepolta nel Cimitero Monumentale della Misericordia dell'Antella, Comune di Bagno a Ripoli, alle porte di Firenze. Ogni anno la sua tomba è oggetto di pellegrinaggio di varie persone provenienti da varie parti del mondo che ancora oggi vogliono rendere omaggio alla sua arte.